# 傅燮
傅 燮（ふ しょう、生年不詳 - 187年）は、後漢の軍人。字は南容、もとの字は幼起。本貫は涼州北地郡霊州県（現在の寧夏回族自治区呉忠市利通区）。

## 経歴
身長は8尺で、威容があった。若くして太尉の劉寛に師事した。2たび孝廉に察挙された。推挙してくれた郡将が死去すると、官を去って喪に服した。184年（光和7年）、護軍司馬となり、左中郎将の皇甫嵩とともに張角の反乱軍を討った。
傅燮は宦官の専横を憎んでおり、虞舜が四罪を追放した故事になぞらえて、かれらを粛清するよう求める上疏をおこなった。このため宦官の趙忠の讒言を受けた。霊帝は傅燮に罪を科さなかったが、封爵を与えることもなかった。傅燮は安定都尉に任じられ、病のため免官された。
後に議郎に任じられた。ときに西羌が離反し、辺章や韓遂らが隴右で反乱を起こしていた。軍役のための徴発があり、民衆の負担は止むことがなかった。このため司徒の崔烈は涼州放棄論を唱えた。傅燮はこれに激しく反論し、霊帝は傅燮の意見を採用した。
趙忠が車騎将軍となると、黄巾の乱討伐の論功をおこなうこととなり、趙忠は弟の趙延を傅燮のもとに派遣して、万戸侯の位で傅燮を釣ろうとした。傅燮は気色ばんで、「遇と不遇は天命である。功あって論じられないのは時機である。傅燮がどうして私賞を求めようか」と拒絶した。趙忠はますます傅燮を恨むようになった。傅燮は権貴の人々に憎まれることが多く、漢陽太守として出向させられた。傅燮は漢陽郡において羌の懐柔につとめ、屯田を開き、40あまりの営を置いた。
ときに涼州刺史の耿鄙は治中の程球に実務を任せており、程球が不正な利益を貪っていたため、涼州の士人たちはこれを恨んでいた。187年（中平4年）、耿鄙は6郡の兵を率いて金城郡の王国や韓遂らの反乱軍を攻撃しようとした。傅燮は耿鄙が人心を失っていることを知っていたため、敗戦を予想して、信賞必罰を明らかにするよう耿鄙を諫めた。耿鄙は聞き入れず出陣したが、狄道に達すると部隊に反乱が発生し、まず程球が殺され、次に耿鄙が害された。反乱軍は進軍して漢陽を包囲した。城中は兵が少なく食糧の備蓄もなかったが、傅燮は籠城して固く守った。
北地郡の胡騎数千が反乱軍に従って漢陽郡を攻撃したが、みな傅燮の恩義を受けていたため、城外で叩頭して傅燮を郷里に送ると申し出た。子の傅幹が傅燮を説得したが、傅燮は節を曲げることを良しとしなかった。王国がもと酒泉太守の黄衍を派遣して降伏を勧告したが、やはり傅燮は聞き入れなかった。4月、傅燮は戦没した。諡は壮節侯といった。

## 伝記資料
- 『後漢書』巻58 列伝第48